# Lude Döring
Adam Lude Döring (* 21. Dezember 1925 in Dresden; † 24. Dezember 2018 in Sachsenheim) war ein deutscher Maler und Grafiker.

## Leben und Werk

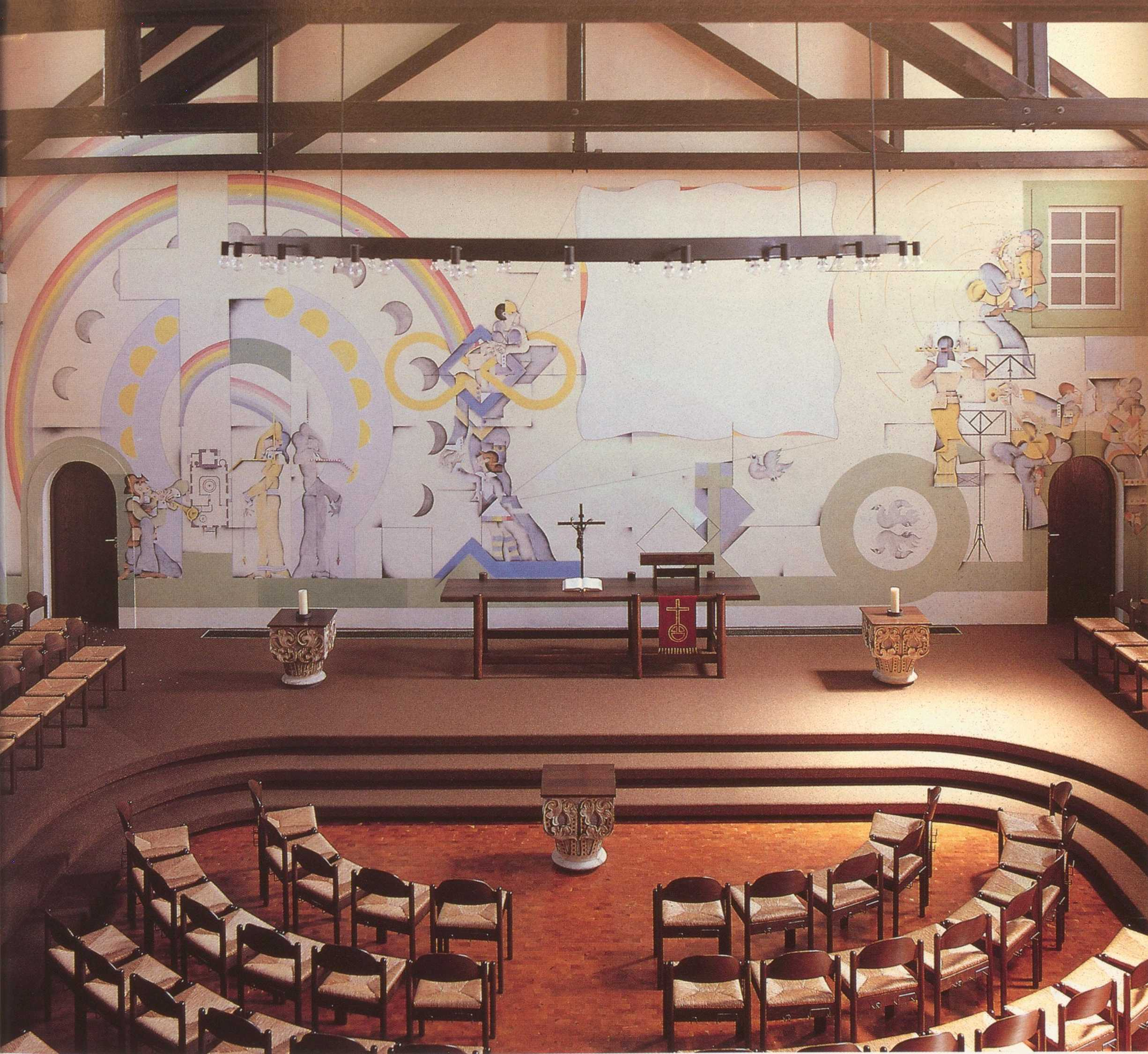
Lude Döring: Christusszene, Wandmalerei in der Mauritiuskirche Güglingen (1975)

Adam Lude Döring wurde 1925 in Dresden geboren. Nach einer Lehre bei der Reichspost wurde er 1942 zum Kriegsdienst eingezogen. Er übersiedelte nach dem Krieg in den Westen, wo er nach kurzer Zeit als Hilfsschreiner und Titanweißhersteller bei der IG Farben in Köln Kontakt mit der Anthroposophie machte. 1950 begann er eine Ausbildung zum Werklehrer an der Waldorfakademie in Stuttgart. Enttäuscht von der dortigen Umsetzung Steinerschen Gedankenguts studierte er darauf sechs Semester an der freien Kunstschule Albrecht Leo Merz. In den folgenden Jahren bis etwa 1964 arbeitete er als freier Graphiker und begann autodidaktisch zu malen und zu zeichnen. Ab 1967 studierte er als Gasthörer vier Semester Philosophie bei Max Bense in Stuttgart.
Sein erstes Atelier bezog Lude Döring 1958 im ehemaligen Rathaus in Alt-Sillenbuch bei Stuttgart. 1962 zog er mit seiner Frau Gretel, (geb. von Pannwitz) und gemeinsamer Tochter in ein Bauernhaus in Gutenberg auf der Schwäbischen Alb. Dort intensivierte er sein künstlerisches Schaffen und fand erste prägende Sammlerkontakte zu den Unternehmern Eugen Eisenmann und Kurt Deschler, die ihm erlaubten, sich ganz auf die Malerei zu fokussieren. Nach seiner ersten Einzelausstellung in Karlsruhe 1968, begann eine Zusammenarbeit mit den Künstlern Axel Arndt und Moritz Baumgartl. Im folgenden Jahr lag seine erste Teilnahme an der Jahresausstellung des deutschen Künstlerbundes. In den folgenden Jahrzehnten folgten zahlreiche nationale und internationale Ausstellungen. Seit 1970 war er Mitglied im Künstlerbund Baden-Württemberg und seit 1972 im Deutschen Künstlerbund. Lude Döring wurde 1989 vom Baden Württembergischen Ministerpräsidenten Lothar Späth zum Professor ernannt.
Hauptthema seines Werkes sind Menschen. Hände, Köpfe, Sportszenen und Alltagsdarstellungen prägen sein Werk. Von Anfang an arbeitete er figürlich, stellte sich gegen den herrschenden Zeitgeist der Kunstszene, der sich in den 60er Jahren vor allem auf abstrakte Arbeiten fokussierte. Diesem Ansatz war er treu geblieben, allerdings entwickelte er mit seinen 100-Felder-Bildern durchaus auch graphische Seiten innerhalb seines figürlichen Schaffens. Seine Werke sind heute unter anderem in der Sammlung Museum Gunzenhauser, Chemnitz, Museum Würth und der Städtischen Galerie Bietigheim vertreten.
Im öffentlichen Raum gestaltete Lude Döring unter anderem den Innenraum der Mauritiuskirche in Güglingen (1975) sowie Wandmalereien im Teckcenter Kirchheim unter Teck (1977) und der Gewerbeschule Esslingen-Zell (1978). Ebenfalls erstellte er Wandmalereien in den Verwaltungsgebäuden der Allianz in Stuttgart (1982) und des Lidl-Konzerns in Neckarsulm (1993).

## Ausstellungen
- 1969: Zimmertheater Tübingen
- 1973: Kunstverein Bad Oeynhausen
- 1974: Kunstverein Heilbronn, Galerie Rutzmoser, München
- 1975: Kunstverein Ulm
- 1976: Galerie Marie-France Bourely, Paris
- 1977: Galerie Etienne de Causans, Paris
- 1982: Galerie Gunzenhauser, München
- 1987: FIAC Grand Palais, Paris
- 1988: ART Jonction Nizza
- 1989: Peterskirche Vaihingen/Enz
- 1989: Galerie Bayer, Bietigheim
- 1992: Galerie Würth, Künzelsau
- 2001: Städtische Galerie Bietigheim-Bissingen